# Arthur Abraham
Arthur Abraham est un boxeur allemand d'origine arménienne vivant à Berlin né Avétik Abrahamyan à Erevan le 20 février 1980.

## Carrière
Champion WBA Inter-Continental des poids moyens en 2004, il devient champion IBF de cette catégorie des 72 kg (160 livres) le 10 décembre 2005 face à Kingsley Ikeke par KO dans la 5e reprise.
Abraham compte notamment des succès contre Shannan Taylor, Edison Miranda, Sébastien Demers, Raul Marquez le 8 novembre 2008 et Lajuan Simon le 14 mars 2009.
Il laisse son titre vacant le 12 juillet 2009 peu après une 10e défense victorieuse obtenue aux dépens de Mahir Oral et poursuit sa carrière en super-moyens. Lors de la première journée du tournoi Super Six, qui oppose six boxeurs parmi les meilleurs super moyens au monde, Abraham affronte le 17 octobre 2009 Jermain Taylor à Berlin et l'emporte par KO au 12e round,.
Le 26 mars 2010, Arthur Abraham affronte Andre Direll à la Joe Louis Arena de Détroit lors du second tour du Super Six. Malmené par une vitesse d'exécution supérieure de l'Américain, il est compté au 4e round mais revient dans la seconde partie du combat jusqu'à sa disqualification au 11e round pour avoir frappé Direll à terre à la suite d'une glissade,. Le 27 novembre, il subit une seconde défaite consécutive face à l'Anglais Carl Froch dans un combat pour le titre vacant de champion WBC des super-moyens puis une troisième le 14 mai 2011 face à Andre Ward, champion WBA.
Le 14 janvier 2012, il remporte toutefois le titre européen WBO en battant par KO au 5e round l'Argentin Pablo Farias, titre qu'il conserve aux points le 31 mars contre Piotr Wilczewski. Abraham affronte alors le champion du monde WBO des super-moyens Robert Stieglitz le 25 août 2012 et s'impose aux points à l'unanimité des juges. Il défend sa ceinture mondiale en battant le Français Mehdi Bouadla le 15 décembre 2012 par KO technique au 8e round mais perd le combat revanche contre Stieglitz le 23 mars 2013 par arrêt de l'arbitre au 4e round.
Après deux nouvelles victoires, il reconquiert la ceinture lors de la belle contre Robert Stieglitz qu'il remporte par décision partagée le 1er mars 2014. Abraham conserve son titre WBO après un succès aux points contre Nikola Sjekloca le 3 mai 2014 et Paul Smith le 27 septembre 2014 puis le 21 février 2015. Il bat à nouveau Stieglitz le 18 juillet 2015 par arrêt de l'arbitre au 6e round puis le britannique Martin Murray aux points le 21 novembre 2015.
Le 9 avril 2016, il s'incline aux points face au Mexicain Gilberto Ramírez en sous carte du troisième combat entre Manny Pacquiao et Timothy Bradley puis contre Chris Eubank, Jr. le 15 juillet 2017.